# 新喀里多尼亞南乳魚
新喀里多尼亞南乳魚，為輻鰭魚綱胡瓜魚目南乳魚科的其中一種，分布於新克里多尼亞的淡水水域，體長可達5.2公分，屬肉食性，生活習性不明。

## 擴展閱讀
維基物種上的相關：新喀里多尼亞南乳魚